# Firuz Shah

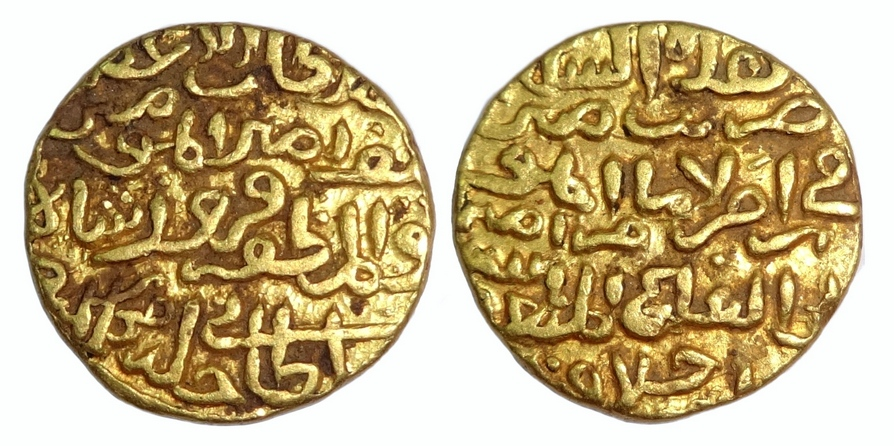
Firuz Shah

Firuz Shah, död 1388, var sultan i Delhi från 1351 till 1388. Han regerade över Delhisultanatet från 1351 till 1388.
Han tillhörde Tughlaqdynastin, vars höjdpunkt nåddes under Firuz. Under hans välde förbättrades levnadsförhållandena för de breda massorna, och reformer inom utbildningsväsendet ägde rum. I praktiken gjorde sig dock Bengalen självständigt från delhisultanatet under denna tid, och väldets sönderfall accentuerades sedan under Firuz omedelbare efterträdare.
Firuz Shah efterträdde sin kusin Muhammad bin Tughlaq efter den senares död i Thatta i Sindh, dit Muhammad bin Tughlaq hade gått i jakten på Taghi, den rebelliske muslimska guvernören i Gujarat. För första gången i sultanatets historia uppstod en situation där ingen var redo att ta makten. Med mycket svårighet övertygade följarna Firoz att ta på sig ansvaret. Khwaja Jahan, vesiren från Muhammad bin Tughlaq, hade placerat en liten pojke på tronen och hävdade att han var son till Muhammad bin Tughlaq, som ödmjukt kapitulerade efteråt. På grund av utbredd oro var hans rike mycket mindre än Muhammads. Tughlaq tvingades av uppror att medge praktiskt taget självständighet till Bengalen och andra provinser. Han etablerade sharia över hela sitt rike.

## Bakgrund
Firuz Shahs far hette Rajab (yngre bror till Ghazi Malik) som hade titeln Sipahsalar. Hans mor Naila, en hinduisk kvinna, var dotter till Raja Mal samt en konkubin från Dipalpur (som numera tillhör Punjab-regionen i Pakistan).

## Styre

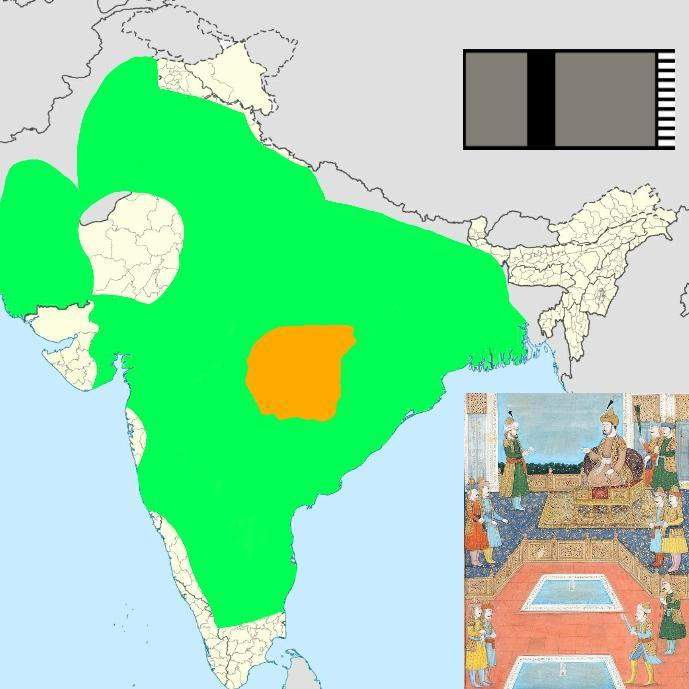
Tughlaqs imperium på sin höjdpunkt

Firoz Shah Tughlaq är känd bland annat genom sin 32-sidiga självbiografi, med titeln Futuhat-e-firozshahi. Han var 42 när han blev sultan av Delhi 1351. Han regerade fram till 1388. Efter Muhammad Tughlaqs död stod han inför många uppror, inklusive i Bengalen, Gujarat och Warangal. Han arbetade för att förbättra imperiets infrastruktur och byggde kanaler, rasthus och sjukhus, skapade och renoverade reservoarer och grävde brunnar. Han grundade flera städer runt Delhi, inklusive Jaunpur, Firozpur, Hisar, Firozabad, Fatehabad. Det mesta av Firozabad förstördes när efterföljande härskare demonterade dess byggnader och återanvände delar som byggnadsmaterial, och resten användes när New Delhi växte.

## Religiös och administrativ politik
Tughlaq var en ivrig muslim som försökte upprätthålla islams lagar och antog sharia-politik. Han gjorde ett antal viktiga eftergifter till teologer. Han försökte förbjuda metoder som de ortodoxa teologerna ansåg vara oislamiska, ett exempel är hans förbud för muslimska kvinnor att gå för att be vid helgonens gravar. Han förföljde ett antal sekter som ansågs kätterska av de muslimska teologerna. Tughlaq tog till sig de misstag som gjordes under hans kusin Muhammeds styre. Han bestämde sig för att inte återerövra områden som hade brutit sig loss, och inte heller att hindra ytterligare områden från att få sin självständighet. Han var välvillig och eftergiven som sultan. Han bestämde sig för att hålla adelsmän och Ulama nöjda så att de skulle tillåta honom att styra sitt rike fredligt.
De Södra staterna hade drivit bort från sultanatet och det förekom uppror i Gujarat och Sindh medan Bengalen hävdade sin självständighet. Han ledde expeditioner mot Bengalen 1353 och 1358. Han intog Cuttack, vanhelgade Jagannath-templet i Puri och tvingade Raja Gajpati från Jajnagar i Orissa att hylla. Han konverterade Chauhan Rajputs från hinduism till islam på 1300-talet. De är nu kända som Qaimkhanis i Rajasthan.
Han belägrade Kangra Fort och tvingade Nagarkot till underkastelse, och gjorde samma sak med Thatta. Under hans tid attackerade Tatar Khan från Greater Khorasan Punjab flera gånger och under den sista striden i Gurdaspur skars hans ansikte av svärdet som gavs av Feroz Shah Tughlaq till Raja Kailash Pal från Mau-Paithan från Nagarkot-regionen. Firuz Shah Tughlaq gifte bort sin dotter med Raja Kailash Pal, omfamnade honom till islam och skickade paret att styra Greater Khorasan, där elva söner kända av kasten "badpagey" föddes av drottningen.

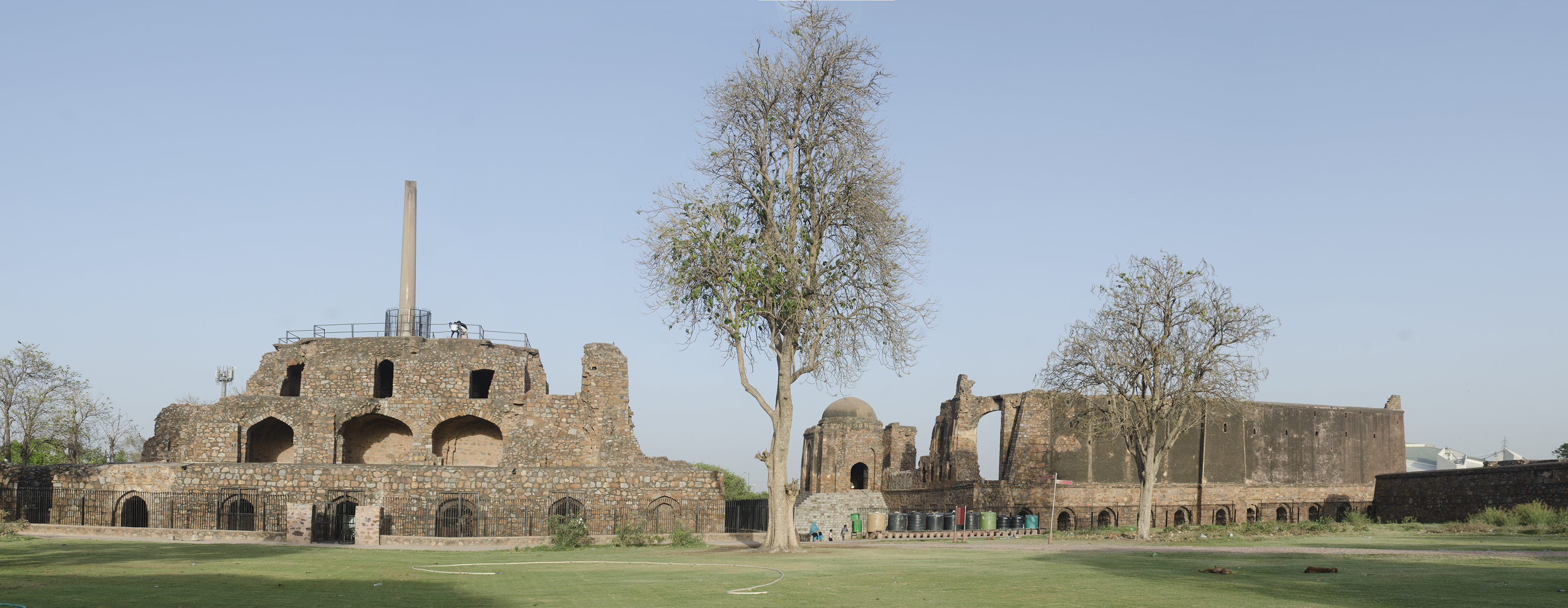
Palatset Feroz Shah Kotla, med Ashokan Delhi-Topra-pelaren till vänster och Fredagsmoskén i Delhi till höger.

Istället för att tilldela position baserat på meriter tillät Tughlaq en adelsmans son att efterträda sin far och bli jagir efter hans död. Detsamma gjordes i armén, där en gammal soldat kunde skicka sin son, svärson eller till och med sin slav i sitt ställe. Han höjde lönen till adelsmännen. Han stoppade alla typer av hårda straff som att skära av händerna. Han sänkte också markskatterna som Muhammed hade höjt. Tughlaqs regeringstid har beskrivits som den största korruptionsåldern i det medeltida Indien: Han gav en gång en guldtanka (mynt) till en upprörd soldat så att han kunde muta kontoristen att passera hans undermåliga häst.

## Infrastruktur och utbildning
Tughlaq införde ekonomisk politik för att öka sitt folks materiella välfärd. Många rasthus (sarai), trädgårdar och gravar (Tughluq-gravar) byggdes. Ett antal madrassor (islamiska religiösa skolor) öppnades för att uppmuntra muslimers religiösa utbildning. Han upprättade sjukhus för gratis behandling av de fattiga och uppmuntrade läkare i utvecklingen av Unani-medicin. Han gav pengar till äktenskapet med flickor som tillhör fattiga familjer under departementet Diwan-i-khairat. Han beställde många offentliga byggnader i Delhi. Han byggde Firoz Shah Palace Complex vid Hisar 1354 e.Kr., över 300 byar och grävde fem stora kanaler, inklusive renoveringen av Prithviraj Chauhan-erans västra Yamuna-kanal, för bevattning som gav mer mark under odling för att odla spannmål och frukt. För den dagliga administrationen var Sultan Firuz Shah Tughlaq starkt beroende av Malik Maqbul, tidigare befälhavare för Warangal-fortet, som tillfångatogs och konverterades till islam. När Tughlaq var borta på en kampanj till Sind och Gujarat i sex månader och inga nyheter var tillgängliga om var han befann sig skyddade Maqbul Delhi skickligt. Han var den mest gynnade bland det betydande antalet adelsmän i Tughlaqs hov och behöll sultanens förtroende. Sultan Firuz Shah Tughlaq used to call Maqbul as 'brother'. The sultan remarked that Khan-i-Jahan (Malik Maqbul) was the real ruler of Delhi.[24] Sultan Firuz Shah Tughlaq brukade kalla Maqbul som "bror". Sultanen anmärkte att Khan-i-Jahan (Malik Maqbul) var den verkliga härskaren över Delhi.
Rester av byggnader i Firoz Shah Kotla, Delhi, 1795.
När Qutab Minar träffades av blixten 1368 e.Kr., och förstörde dess översta våning, ersatte han dem med de befintliga två våningarna, vända mot röd sandsten och vit marmor. En av hans jaktstugor, Shikargah, även känd som Kushak Mahal, ligger i Teen Murti Bhavan-komplexet, Delhi. Den närliggande Kushak Road är uppkallad efter den, liksom Tughlaq Road längre fram.

## Arv
Firuz Shahs äldste son Fateh Khan dog 1376. Han abdikerade sedan i augusti 1387 och gjorde sin andra son, prins Muhammed, till kung. Ett slavuppror tvingade honom att ge den kungliga titeln till sitt barnbarn, Tughluq Khan.
Tughlaqs död ledde till ett tronföljdskrig i kombination med att adelsmän gjorde uppror för att upprätta självständiga stater. Hans milda inställning hade stärkt adelsmännen och därmed försvagat hans ställning. Hans efterträdare Ghiyas-ud-Din Tughlaq II kunde inte kontrollera slavarna eller adelsmännen. Armén hade blivit svag och imperiet hade krympt i storlek. Tio år efter hans död ödelade Timurs invasion Delhi. Hans grav ligger i Hauz Khas (New Delhi), nära tanken byggd av Alauddin Khalji. Fäst till graven är en madrasa byggd av Firoz Shah 1352–53.

## Myntgalleri

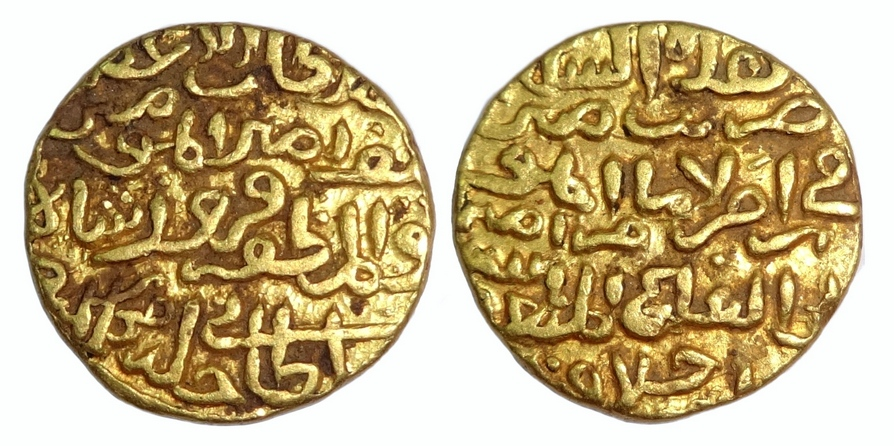
Guldtanka från Firuz Shah
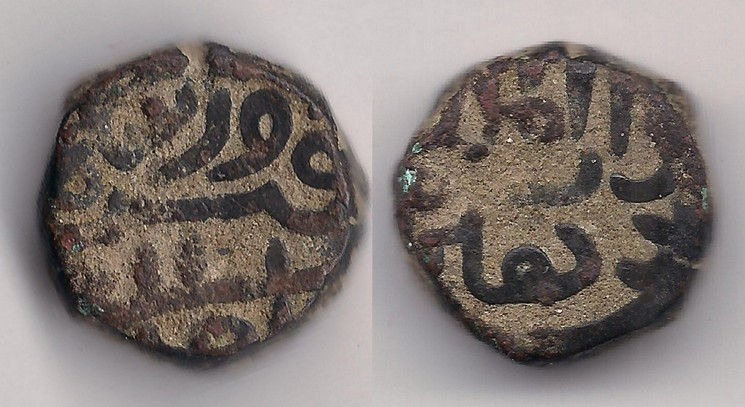
Jital på 40 rati
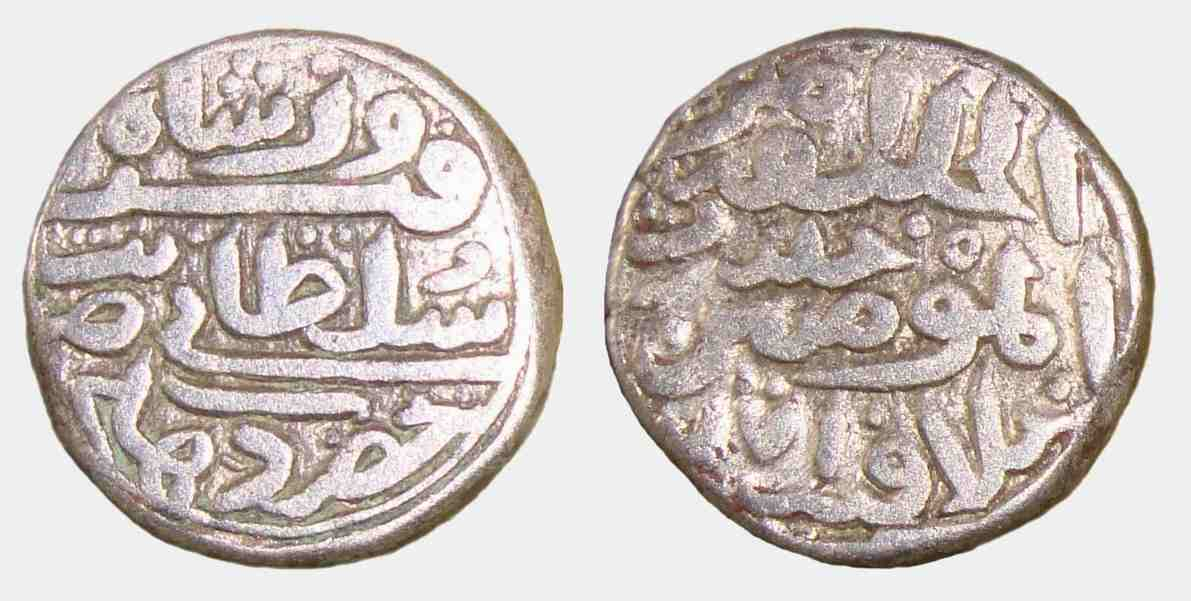
Billontanka från Hazrat Dehli, daterad AH 771
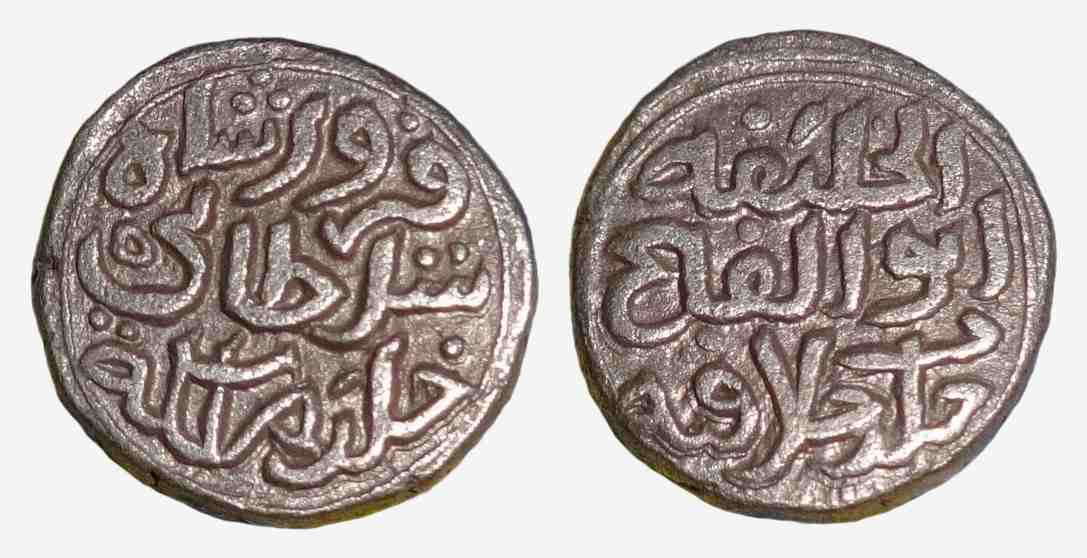
Mynt på 32 rati
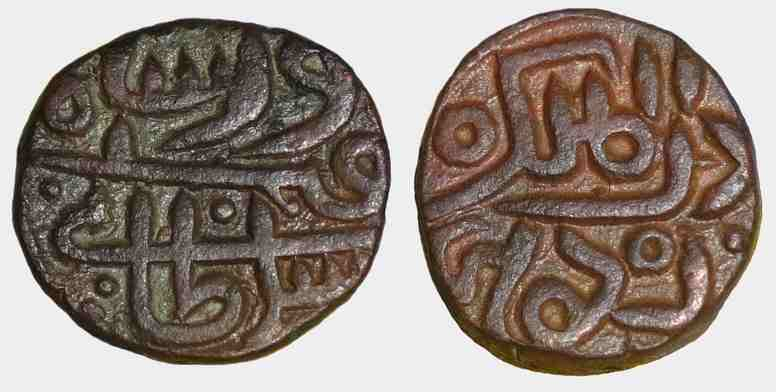
Jital på 40 rati
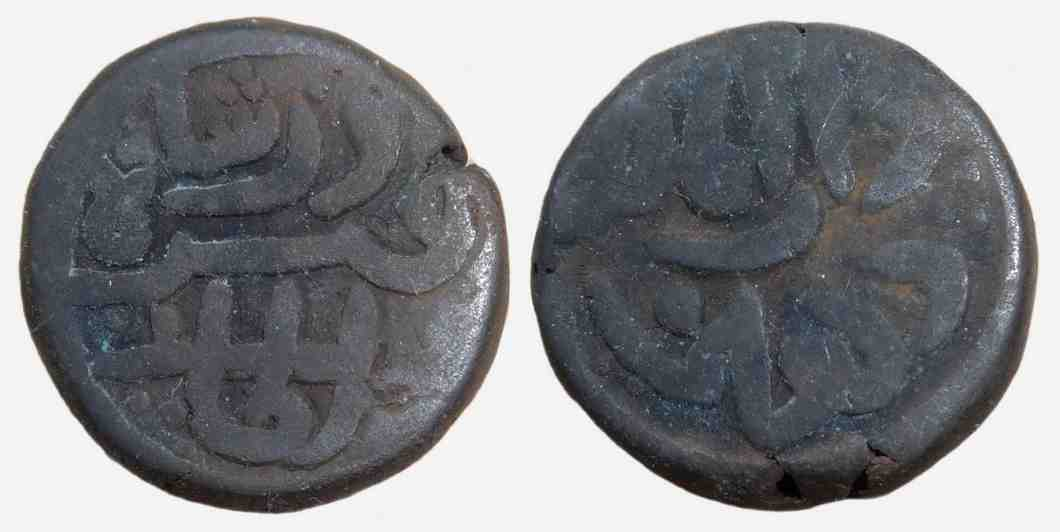
Jital på 40 rati
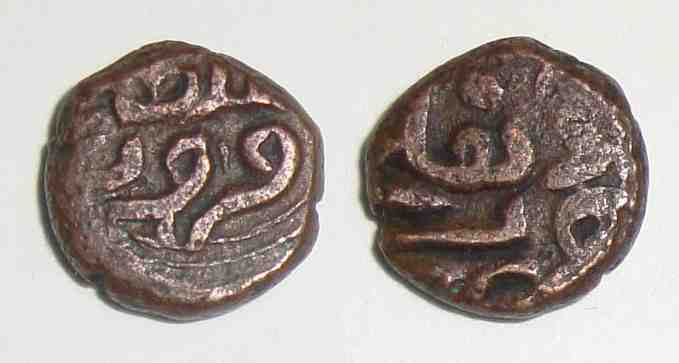
Jital från Firoz Shah